# Hongerwespen
De hongerwespen (Evaniidae) zijn een familie uit de orde van de vliesvleugeligen (Hymenoptera). De insecten houden zich als larve op in de oötheken (eipakketten) van kakkerlakken en voeden zich met de eieren. Hun naam danken ze aan hun zelfs voor wespen zeer dunne metasoma (taille).

## Taxonomie
De volgende geslachten zijn bij de familie ingedeeld:
- Acanthinevania
- Afrevania
- Alobevania
- Botsvania
- Brachevania
- Brachygaster
- Cretevania
- Decevania
- Eoevania
- Evania
- Evaniella
- Evaniscus
- Grimaldivania
- Hyptia
- Hyptiam
- Lebanevania
- Mesevania
- Micrevania
- Newjersevania
- Papatuka
- Parevania
- Praevania
- Prosevania
- Protoparevania
- Rothevania
- Semaeomyia
- Sorellevania
- Szepligetella
- Thaumatevania
- Trissevania
- Vernevania
- Zeuxevania